# نينا دوج فيليبوسدوتير
نينا دوج فيليبوسدوتير هي ممثلة ومنتجة آيسلندية ولدت في 25 فبراير 1974.